# Yann Lavallez
Yann Lavallez est un joueur français de volley-ball né le 25 août 1982 à Arras (Pas-de-Calais). Il mesure 1,93 m et évolue pendant sa carrière au poste de passeur.

## Clubs
| Club                | De        | À         |
| ------------------- | --------- | --------- |
| Tours Volley-Ball   | 2003-2004 | 2004-2005 |
| Cambrai Volley-Ball | 2005-2006 | 2005-2006 |
| Avignon Volley-Ball | 2006-2007 | 2006-2007 |
| Tourcoing LM        | 2007-2008 | 2012-2013 |

## Palmarès
- Ligue des champions (1)
  - Vainqueur : 2005
- Championnat de France (1)
  - Vainqueur : 2004
  - Finaliste : 2009
- Coupe de France (1)
  - Vainqueur : 2005
  - Finaliste : 2009
- Supercoupe de France
  - Perdant : 2004